# Bruno Pollazzi
Bruno Pollazzi (Padova, 17 settembre 1888 – Padova, 28 marzo 1972) è stato un dirigente sportivo italiano.

## Biografia
Commerciante di automobili nel 1937 diventa presidente del Calcio Padova per tre anni in Serie B. Tornato al Padova nel 1952 sarà artefice assieme all'allenatore Nereo Rocco del momento più alto della storia biancoscudata. Nella stagione di Serie A 1957-1958 infatti il Padova arriverà al terzo posto dietro a Juventus e Fiorentina. Lascerà la carica nel 1963 restando in totale tra il primo e il secondo periodo per ben 14 anni alla guida del Padova.
È stato anche tra in fondatori del Panathlon Club Padova e presidente dell'Associazione commercianti. Inoltre è stato presidente della Pallacanestro Petrarca Padova.